# Загай (Лодзинське воєводство)
Загай (пол. Zagaj) — село в Польщі, у гміні Гура-Свентей-Малгожати Ленчицького повіту Лодзинського воєводства.
Населення — 216 осіб (2011).
У 1975-1998 роках село належало до Плоцького воєводства.

## Демографія
Демографічна структура станом на 31 березня 2011 року:
|          | Загалом | Допрацездатний вік | Працездатний вік | Постпрацездатний вік |
| -------- | ------- | ------------------ | ---------------- | -------------------- |
| Чоловіки | 112     | 27                 | 73               | 12                   |
| Жінки    | 104     | 20                 | 55               | 29                   |
| Разом    | 216     | 47                 | 128              | 41                   |